# Cressin-Rochefort
Cressin-Rochefort là một xã ở tỉnh Ain, vùng Auvergne-Rhône-Alpes thuộc miền đông nước Pháp.